# Карасик Яків Володимирович
Яків Володимирович Кара́сик (нар. 3 грудня 1905, Київ — пом. 11 лютого 1985, Київ) — український радянський диригент і піаніст. Заслужений артист УРСР з 1946 року.

## Біографія
Народився 20 листопада [3 грудня] 1905 року у місті Києві (нині Україна). У 1926 році закінчив Київську консерваторію.
Упродовж 1926—1931 років — піаніст-концермейстер Київського театру опери та балету; у 1931—1932 роках — концертмейстер і диригент Державної української Лівобережної опери; у 1933—1958 роках — концертмейстер і диригент Київського театру опери та балету; у 1958—1975 роках — диригент оперної студії при Київській консерваторії. Помер у Києві 11 лютого 1985 року.

## Творчість
Диригував вистави:
- «Катерина» Миколи Аркаса (1-е виконання в редакції Гліба Таранова);
- «Запорожець за Дунаєм» Семена Гулака-Артемовського;
- «Наталка Полтавка» Миколи Лисенка;
- «Русалка» Олександра Даргомижського;
- «Борис Годунов» Модеста Мусоргського;
- «Євгеній Онєгін» Петра Чайковського;
- «Травіата», «Ріголетто» Джузеппе Верді;
- «Паяци» Руджеро Леонкавалло;
- «Галька» Станіслава Монюшка;
- «Продана наречена» Бедржіха Сметани;
- «Фауст» Шарля Ґуно;
- «Тоска», «Богема», «Мадам Баттерфляй» Джакомо Пуччіні;
- «Каморра» Еудженіо Еспозіто.